# John Verhoek
John Verhoek (ur. 25 marca 1989 w Leidschendamie) – holenderski piłkarz grający na pozycji napastnika w FC St. Pauli.

## Kariera klubowa
Verhoek karierę rozpoczynał w FC Dordrecht. W lipcu 2010 roku Verhoek podpisał kontrakt z FC Den Bosch.
26 stycznia 2011 roku Verhoek podpisał 4–letni kontrakt z Stade Rennais FC. 30 sierpnia 2011 roku, przeszedł na zasadzie wypożyczenia do ADO Den Haag.
6 lipca 2012 roku, przeszedł na zasadzie wypożyczenia do FSV Frankfurt.
11 czerwca 2013 roku, Verhoek podpisał 3–letni kontrakt z FC St. Pauli.
| Sezon   | Klub                 | Kraj     | Rozgrywki      | Mecze | Bramki | Rozgrywki Europy | Mecze | Bramki |
| ------- | -------------------- | -------- | -------------- | ----- | ------ | ---------------- | ----- | ------ |
| 2008/09 | FC Dordrecht         | Holandia | Eerste divisie | 16    | 0      | -                | -     | -      |
| 2009/10 | FC Dordrecht         | Holandia | Eerste divisie | 31    | 7      | -                | -     | -      |
| 2010/11 | FC Den Bosch         | Holandia | Eerste divisie | 17    | 10     | -                | -     | -      |
| 2010/11 | Stade Rennais FC     | Francja  | Ligue 1        | 7     | 0      | -                | -     | -      |
| 2011/12 | ADO Den Haag (wyp.)  | Holandia | Eredivisie     | 23    | 5      | -                | -     | -      |
| 2012/13 | FSV Frankfurt (wyp.) | Niemcy   | 2. Bundesliga  | 32    | 10     | -                | -     | -      |
| 2013/14 | FC St. Pauli         | Niemcy   | 2. Bundesliga  | 25    | 5      | -                | -     | -      |
| 2014/15 | FC St. Pauli         | Niemcy   | 2. Bundesliga  | 8     | 2      | -                | -     | -      |

Stan na: 17 października 2014 r.

## Życie prywatne
Jego brat, Wesley, również jest piłkarzem.